# Bobby Pearce
Henry Robert Pearce, més conegut com a Bobby Pearce   (Sydney, 30 de setembre de 1905 - Toronto, 20 de maig de 1976), va ser un remer australià que va competir durant les dècades de 1920 i 1930.
Nascut en una família de remers, el seu avi i el seu pare també havien estat remers. Pearce va créixer a Double Bay, un suburbi de Sydney. Després de deixar l'escola va treballar de fuster i a la indústria pesquera abans d'unir-se a l'exèrcit australià, on es va convertir en campió de boxa de pes pesat. Després de deixar l'exèrcit el 1926 es va concentrar en el rem i va ser campió d'Austràlia de scull individual.
El 1928 va prendre part en els Jocs Olímpics d'Estiu d'Amsterdam , on guanyà la medalla d'or en la competició del scull individual del programa de rem. Quatre anys més tard, als Jocs de Los Angeles, revalidà la medalla d'or en la mateixa prova. En el seu palmarès també destaca una medalla d'or en la prova de scull individual dels Jocs de l'Imperi Britànic de 1930.
Després dels Jocs Olímpics es va convertir en professional i va guanyar el campionat mundial professional de scull. Va defensar el seu títol dues vegades, abans de perdre el seu títol i retirar-se el  1947.